# Monaldo Monaldeschi

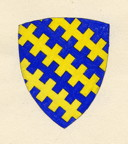
Stemma Monaldeschi

Monaldo Monaldeschi (Orvieto, 1260 – Orvieto, dicembre 1331) è stato un arcivescovo cattolico italiano.

## Biografia
Nacque intorno al 1260 da Ermanno di Cittadino, facoltoso uomo politico guelfo del comune di Orvieto, e fu monaco francescano. Venne nominato vescovo di Sovana nel 1298 da papa Bonifacio VIII, al fine di ampliare l'ingerenza guelfa nei territori della Tuscia dopo anni di contese con gli Aldobrandeschi. Nel dicembre 1302 fu trasferito all'arcidiocesi di Benevento, quarto vescovo nominato da Bonifacio VIII a Benevento in circa otto anni. Il papa confidava che, mettendo alla guida dell'arcidiocesi un suo uomo di fiducia, sarebbe riuscito a rinforzare il potere della Chiesa in un territorio, enclave nel Regno di Sicilia, segnato dalle lotte tra fazioni.
I rapporti tra l'arcivescovo e i beneventani furono molto tesi. L'11 luglio 1303 ebbero inizio una serie di indagini a causa delle accuse mosse contro Monaldeschi dai canonici della cattedrale, che portarono a un lungo processo della durata di ventotto anni. L'accusa sosteneva che l'arcivescovo avesse fatto assassinare da due chierici un cittadino beneventano di nome Nicola Maccabeo nella piazza principale di Benevento, e che inoltre si fosse macchiato di simonia durante l'elezione del vescovo di Telese. Contro Monaldeschi sporsero denuncia almeno due canonici, Leo di Montescaglioso e Cristoforo Capudferri, appartenenti al ceto nobile locale. L'agente del rettore pontificio R. Guilhem de Budos affermò in un rapporto che l'arcivescovo aveva vari nemici in città.
Tra il luglio 1303 e l'ottobre 1304 Leone di Montescaglioso accusò di nuovo l'arcivescovo di avere continuato a commettere crimini anche dopo l'apertura delle indagini, ordinando l'omicidio del decano Lorenzo. Sotto i pontificati Benedetto XI e di Clemente V non si raggiunse una sentenza. Il nuovo papa, Giovanni XXII, fece continuare il processo e il 19 settembre 1318 invitò Monaldeschi a presentarsi da lui ad Avignone, affermando di essere stato informato dal cardinale Guglielmo Longhi delle sue accuse irrisolte, ma anche di altri crimini commessi in tempi recenti. Il processo durò ancora tredici anni e in questo periodo l'arcivescovo Monaldeschi risiedette ad Avignone.
Il pontefice aveva incaricato un canonico beneventano, Simone di Toro, a formulare le nuove accuse, che furono infine respinte nel 1331 e all'arcivescovo venne imposta la purgatio canonica, da assolversi a Benevento. Lasciata Avignone, non è possibile sapere se Monaldeschi si fosse recato nell'arcidiocesi beneventana. Morì a Orvieto nel dicembre 1331.